# 氯金酸
氯金酸也稱為四氯合金酸，是分子式為H[AuCl4]的無機化合物。

## 製備及結構
製備氯金酸時，可將金溶在王水中，再將溶液蒸發即可。
Au + HNO3 + 4 HCl → H[AuCl4] + NO↑ + 2 H2O
加熱時，氯金酸會分解為氯化氫及三氯化金，此反應是可逆反應，因此將三氯化金溶解在鹽酸中也可產生氯金酸。
AuCl3 + HCl⇌H[AuCl4]
氯金酸水溶液中含有正方平面的[AuCl4]−離子，常用來製備其他含金的配合物。

## 化学性质
氯金酸會被大部分的金屬所還原，還原反應的速度很快，還原後的產物是元素態的金。
氯金酸能够表现出较强的氧化性。
氯金酸被二甲硫醚還原後會生成二甲硫醚氯化亚金，也常用來生成其他的含金配合物。
氯金酸和氨或铵盐反应，可以得到灰色且具有强爆炸性的“雷金”，它被认为是Au2O3·3NH3和HNAuCl·NH3的混合物。过量氨和这种混合物反应，产生Au(OH)3·3NH3，用热水处理得到Au2O3·2NH3。

## 應用
在利用沃爾威爾法精煉金時，會使用氯金酸為電解質。
膠體金及金的纳米顆粒一般可由檸檬酸鈉還原氯金酸溶液來製備，也可用其他的程序來製備奈米金，例如燙金過程使用的Norrish反應及乙醛还原反應。

## 拓展阅读
- Explosive Gold - Explosionandfire （页面存档备份，存于）（视频）. 氯金酸和氨水反应